# Grupp K
Grupp K var en konstnärsgrupp som tog sitt namn efter området de var främst verksamma i, nämligen Kävlingebygden i västra Skåne. Den kallades även Kävlingegruppen. Samarbetet resulterade i ett antal samlingsutställningar under främst det sena 1970-talet och det tidiga 1980-talet.

## Gruppens medlemmar
- Nils Berglund
- Inge Blomqvist
- Acke W Ekelund (Axel Werner Ekelund)
- Birgit Frick
- Lis-Kari Johansson (Lisa-Karin)
- Marianne Jonsson
- Thorsten Lindström
- Ingrid Wederbrand
- Rune Wenliden

## Grupputställningar (urval)
- Löddeköpinge, 1979
- Landskrona, 1979
- Teckomatorp, nov. 1979
- Röda Kvarn, Svalöv, 1-14 dec 1979

### Fotnoter
1. ↑  Grupp K, Konstnärslexikonett Amanda, läst 2016-03-16